# Club Unión Santo Domingo
El Club Social Deportivo Cultural Unión Santo Domingo o simplemente Unión Santo Domingo. Es un club de fútbol peruano, que juega en la ciudad de Chachapoyas, Amazonas, Perú. Desde la temporada 2025 juega en la Liga 3, la tercera categoría del fútbol nacional.

## Historia
El Club Cultural Unión Santo Domingo fue fundado el 10 de febrero de 1979 en la ciudad de Chachapoyas.

### 2007-2023: Las campañas recientes en la Copa Perú
Clasificó a la Etapa Regional de la Copa Perú 2007 donde integró el grupo A de la Región I. Fue eliminado al terminar en tercer lugar detrás de Sporting Pizarro y Cosmos FC. Nuevamente clasificó a la Etapa Regional en la Copa Perú 2009 pero fue eliminado en su grupo tras finalizar tercero detrás de Defensor San José y Atlético Grau. También llegó a la Etapa Regional en la Copa Perú 2010 pero se retiró del torneo antes de completar su participación.
En la Copa Perú 2016, con la eliminación de la Etapa Regional el año anterior, el club clasificó directamente a la Etapa Nacional luego de lograr el título departamental. Tras superar la primera fase en el puesto 22 fue eliminado por San José de Agua Blanca en el repechaje. Clasificó otra vez a la Etapa Nacional en la Copa Perú 2017, pero fue eliminado en primera fase al finalizar en el puesto 32 de la tabla general.
Superó la primera fase de la Etapa Nacional de la Copa Perú 2022 en el puesto 25 y en dieciseisavos de final eliminó a Deportivo Maldonado. Quedó fuera del torneo en octavos de final tras perder ambos partidos contra Ecosem Pasco.
En la Copa Perú 2023 terminó la primera fase de la Etapa Nacional en el puesto 12 y en dieciseisavos de final superó a Defensor Cubillas. Fue eliminado en octavos de final por San Marcos de Huari luego de empatar 0-0 de local y caer 3-1 de visita.

### 2024: El ascenso a la Liga 3
Empezó su participación en la Copa Perú 2024 desde la Etapa Provincial donde fue subcampeón y posteriormente clasificó a la Etapa Nacional como campeón departamental. Terminó en el puesto 9 de la primera fase por lo que clasificó a dieciseisavos de final donde enfrentó a Amazon Callao. Tras perder de visita y ganar de local, ambos por 2-1, clasificó a octavos de final en definición por penales donde enfrentó a Bentín Tacna Heroica que lo eliminó, también en penales, luego de ganar 2-1 como local y perder 1-0 de visitante. Por avanzar dos fases más que el otro representante de Amazonas, Cajaruro FC, logró el ansiado ascenso a la nueva Liga 3 que daría inicio el siguiente año.

## Datos del club
- Temporadas en Primera División: 0.
- Temporadas en Segunda División: 0.
- Temporadas en Tercera División: 1 (2025 - Act.).
- Mayor goleada conseguida:
  - En campeonatos nacionales de local: Unión Santo Domingo 5:0 Carlos Stein (18 de mayo de 2025).
  - En campeonatos nacionales de visita: .
- Mayor goleada recibida:
  - En campeonatos nacionales de local: .
  - En campeonatos nacionales de visita: Deportivo Lute 3:0 Unión Santo Domingo (24 de mayo de 2025).

## Entrenadores
- Euler Mio llaja (2006 - 2010)
- Fernando Seminario (2016)
- Juan Miguel Pérez (2017)
- César Sánchez (2022)
- Homar Reinoso La Rosa (2023)
- Fernando Villanueva Zuta (2023)
- Bárnaby Llosa (2023)
- César “El Flaco” Sánchez (2024)
- Daniel Valderrama (2024-2025)

## Palmarés

### Torneos regionales
| Competición regional                 | Títulos                       | Subcampeonatos                            |
| ------------------------------------ | ----------------------------- | ----------------------------------------- |
| Liga Departamental de Amazonas (5/3) | 2007, 2016, 2017, 2023, 2024. | 2009, 2010, 2022.                         |
| Liga Provincial de Chachapoyas (2/7) | 2014, 2017.                   | 2009, 2010, 2011, 2016, 2022, 2023, 2024. |
| Liga Distrital de Chachapoyas (4/3)  | 2010, 2011, 2016, 2022.       | 2009, 2014, 2017.                         |